# Ортенберг (Гессен)
Ортенберг (нім. Ortenberg) — місто в Німеччині, знаходиться в землі Гессен. Підпорядковується адміністративному округу Дармштадт. Входить до складу району Веттерау.
Площа — 54,70 км2. Населення становить 8973 ос. (станом на 31 грудня 2020).